# Młoteczno
Młoteczno (Duits: Hammersdorf) is een plaats in het Poolse district  Braniewski, woiwodschap Ermland-Mazurië. De plaats maakt deel uit van de gemeente Braniewo en telt 295 inwoners.